# Années 400 av. J.-C.
Les années 400 av. J.-C. couvrent les années de 409 av. J.-C. à 400 av. J.-C.

## Événements

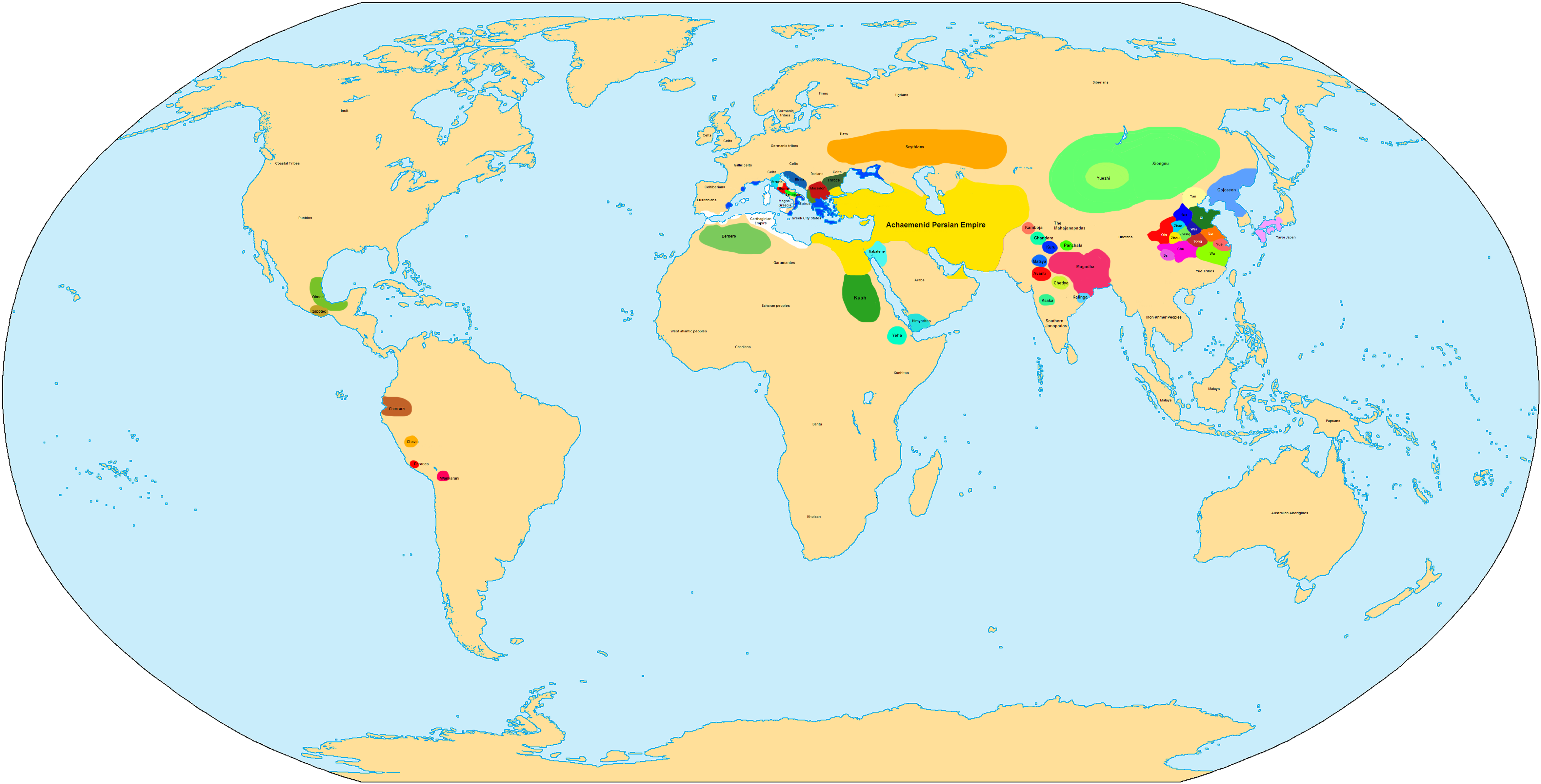
Le monde en 400 av. J.-C.

- 410 av. J.-C. : destruction du temple juif de Jahô à Éléphantine[1].
- 409-405 av. J.-C. : guerre entre Carthage et Syracuse en Sicile[2].
- 407 av. J.-C. : bataille de Notion[3].
- 408/407 et 407/406 av. J.-C. : deux inventaires grecs du temple d’Éleusis mentionnent ce qui pourrait être une brouette[4].

- 406 av. J.-C. : bataille des Arginuses[5].
- 405 av. J.-C. : bataille d'Aigos Potamos[6].

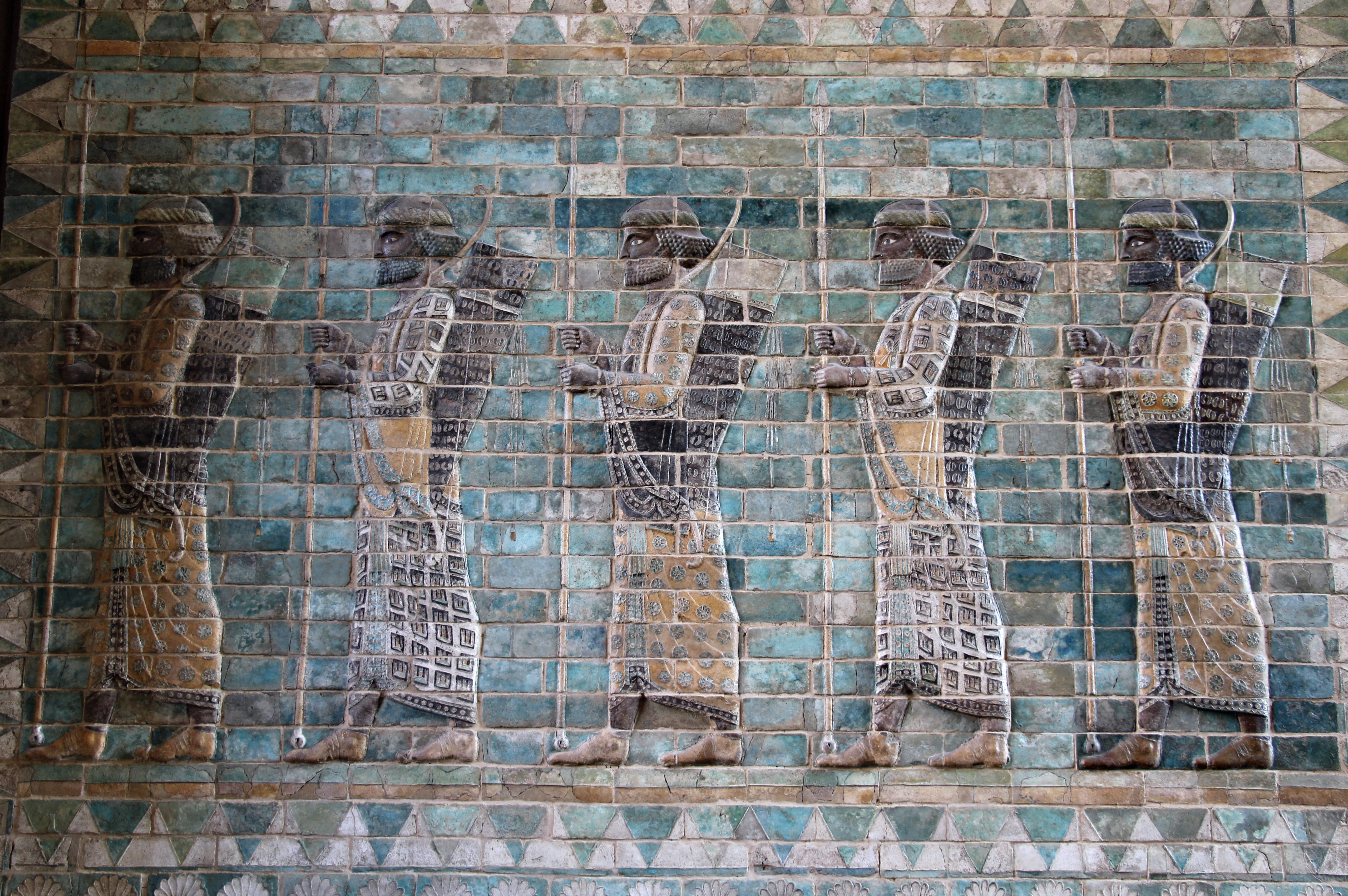
404/359 av. J.-C. : reliefs en briques émaillées (archers) du palais de Suse. Musée du Louvre.

- 404 av. J.-C. : fin de la guerre du Péloponnèse entre Athènes et Sparte[8].  Hégémonie de Sparte en Grèce (405-371 av. J.-C.).

- 403 av. J.-C. : rétablissement de la démocratie à Athènes[9].
- 401-400 av. J.-C. : retraite des Dix Mille[10].
- Vers 400 av. J.-C. : régime oligarchique à Larissa, soutenu par Archélaos de Macédoine[11].

- La construction du fort sur colline de Maiden Castle commence vers cette époque en Angleterre[12].